# Émeutes de Saint-Sauveur et Saint-Simon

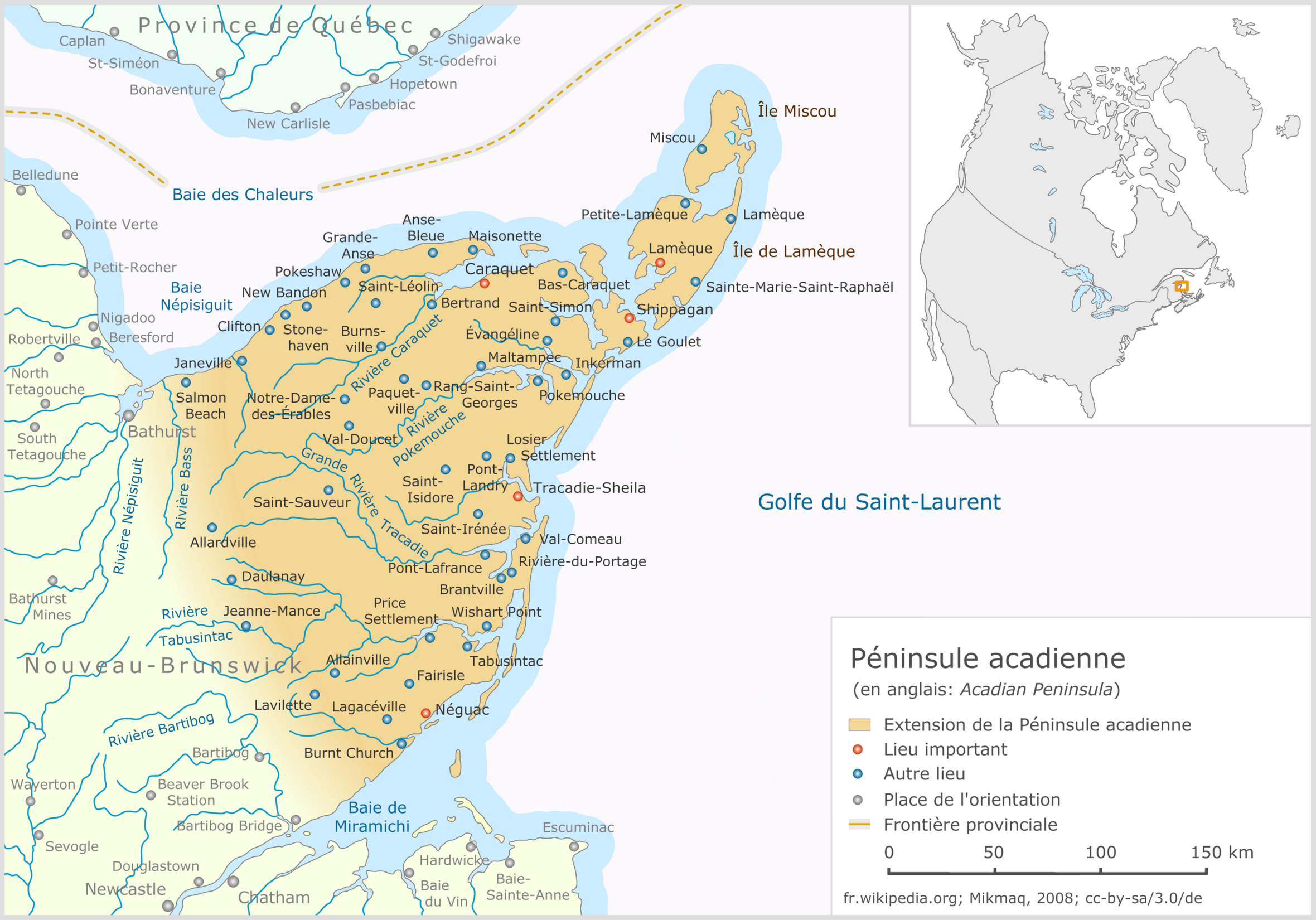
Carte de la péninsule acadienne.

Les émeutes de Saint-Sauveur et Saint-Simon ont eu lieu en mai 1997 à Saint-Simon et Saint-Sauveur, deux villages situés au nord-est de la province canadienne du Nouveau-Brunswick. À la suite d'une décision du ministre de l'Éducation James Lockier de fermer quelques écoles rurales, les parents de ces deux villages se mobilisèrent pour préserver leurs écoles. Quelques heures après l'annonce définitive, le 2 mai, la route 160 est bloquée par les manifestants, qui sont dispersés par la GRC. Le 4 mai, c'est au tour de citoyens de Saint-Simon de bloquer la route 335. La GRC intervient alors avec l'escouade anti-émeute. Certaines personnes sont battues et il y a de nombreuses arrestations. Des manifestations de solidarité se poursuivent pendant un mois. À la demande du premier ministre, la Commission des plaintes publiques enquêta sur les événements, tandis que le gouvernement refusa de faire une enquête publique. La GRC fut blâmée en 2001 pour ses actes et présenta des excuses publiques. En 2007, un projet de motion d'excuses pour les actes commis par le gouvernement et les propos blessants de Frank McKenna et Jane Barry fut refusé par l'Assemblée législative du Nouveau-Brunswick.

## Contexte

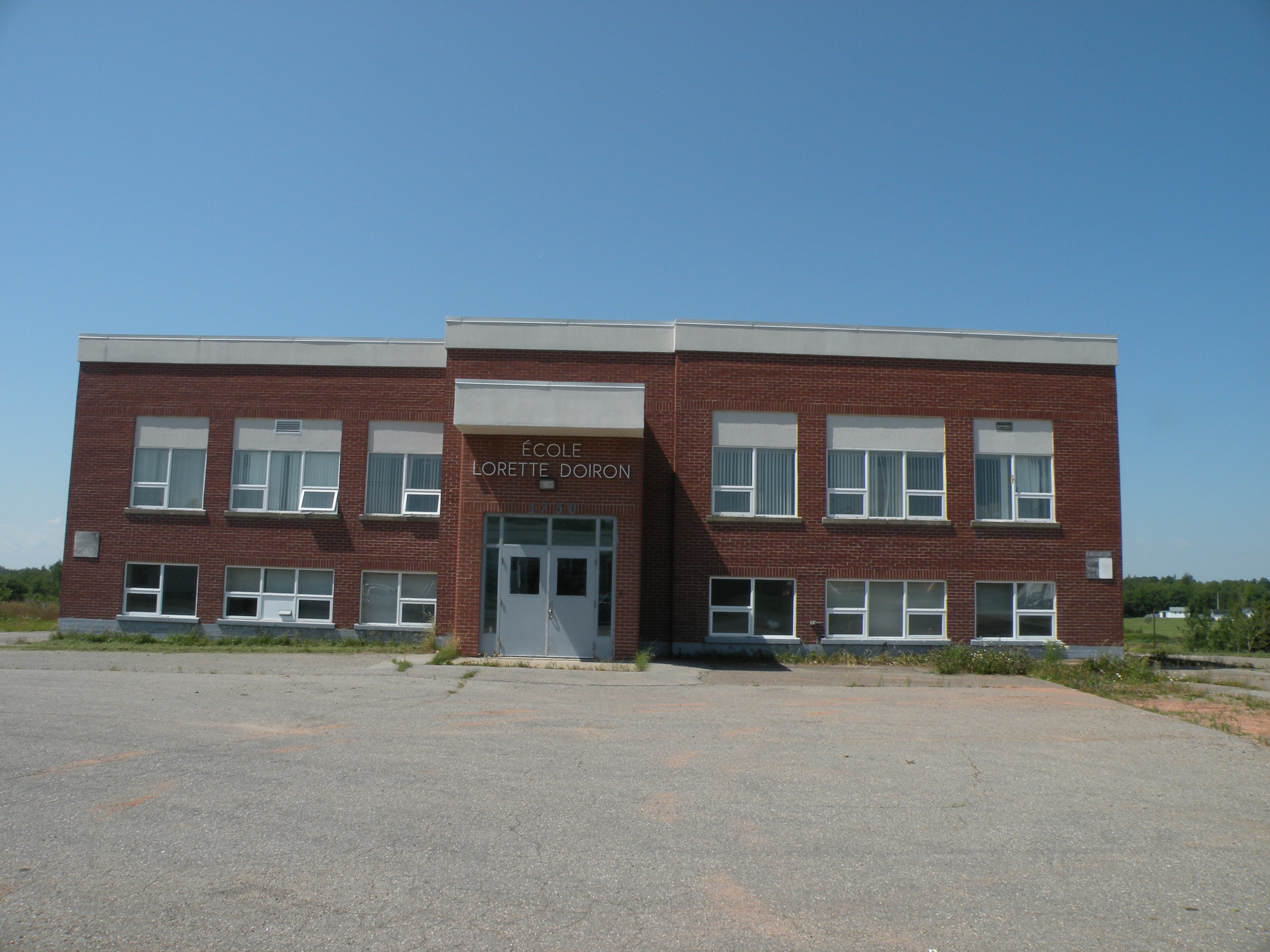
L'école Lorette-Doiron de Saint-Simon.

Depuis leur arrivée au pouvoir en 1987, les libéraux de Frank McKenna tentent de mieux gérer les finances de la province et de la promouvoir afin d'attirer des investisseurs étrangers. C'est ainsi qu'est mise sur pied en novembre 1991 la Commission sur l'excellence en éducation, qui remet son rapport L'école à l'aube du 21e siècle en mai 1992. À la suite de ce rapport, le ministre de l'Éducation du Nouveau-Brunswick, James Lockyer, annonce une réforme du système d'éducation. Cette réforme a pour but de donner une nouvelle orientation économique et administrative. Elle implique la réduction du nombre de districts scolaires puis leur abolition en 1996 tout en les remplaçant par des comités de parents. Ces comités deviennent très actifs mais ne disposent d'aucun statut juridique. La réforme implique aussi la fermeture de plusieurs écoles, rendues nécessaire selon le gouvernement à cause de la réduction constante du nombre d'élèves dans la province. Les fermetures d'école s'effectuent graduellement et les décisions sont prises par les conseils scolaires, après consultation des comités de parents. C'est par exemple le cas des écoles de Saint-Léolin, Sainte-Rose et Saint-Simon, dont la fermeture est prévue depuis 1995. Les conseils scolaires sont démantelés comme prévu en 1996. Le gouvernement décide ensuite de fermer l'école de Saint-Sauveur en se basant sur une recommandation des administrateurs du district, Keith Coughlan et Luc Lajoie. Contrairement aux autres fermetures d'écoles, le comité de parents de Saint-Sauveur n'a pas été consulté. La fermeture de l'école Lorette-Doiron de Saint-Simon est confirmée le 18 décembre 1996 et celle de l'école La Découverte de Saint-Sauveur est confirmée le 21 décembre 1996, alors que la population en question n'était même pas encore au courant. Les communautés touchées se mobilisent et rencontrent le ministre. Le vendredi 2 mai, le ministre annonce à Bathurst que l'école de Saint-Sauveur sera tout de même fermée puis se rend plus tard à Caraquet pour annoncer la fermeture de l'école de Saint-Simon. Après l'annonce officielle, des parents et d'autres personnes concernées de Saint-Sauveur et de Saint-Simon se sont mobilisés contre la fermeture de leurs écoles. Le comité de sauvegarde de Saint-Sauveur fut formé en février 2007, alors que le comité de parents de Saint-Simon resta actif.
GRC au Nouveau-Brunswick

## Contestation

### Contestation à Saint-Sauveur
Le comité de sauvegarde de Saint-Sauveur prépara un dossier d'information, se basant sur le fait qu'à leur avis, le transport des élèves à Allardville coûterait plus cher que de conserver l'école La Découverte. Ce dossier fut remis à Keith Coughlan, directeur général des districts 7 et 9, qui le remis au ministre de l'éducation, James Lockyer. Une première rencontre eut lieu entre le ministre, le sous-ministre Georgio Gaudet et des représentants du comité. Le ministre se montra alors impressionné par le dossier et promis de le réviser avec attention mais quelques jours plus tard, le comité de sauvegarde fut informé que le ministre restait sur sa décision. À la suite de cette annonce, certains membres du comité réécrivirent le dossier, qu'il présentèrent ensuite au ministre Lockyer. Il leur répondit le 26 mars 1997 que sa décision restait inchangée. À la suite de ce deuxième refus, le comité décida le lendemain de boycotter l'école, ayant, selon la vice-présidente, utilisé tous les moyens légaux à sa disposition. C'est à ce moment que le sergent d'état-major du détachement de la GRC à Tracadie-Sheila, désigna un caporal responsable des communications entre la police et le village de Saint-Sauveur. Des parents bloquèrent l'accès à l'école la même journée et bien que leur barricades n'allaient pas jusque dans la voie publique, la circulation sur la route 160 fut grandement perturbée. Keith Coughlan fit une plainte à la GRC, qui resta sur place jusqu'à 15h30, lorsque les manifestants quittèrent les lieux. Les manifestations reprirent le 1er avril, après le congé de Pâques, et des gens bloquèrent à nouveau l'accès à l'école, causant un ralentissement de la circulation, alors que la plupart des parents décidèrent de garder leurs enfants à la maison. Les manifestations reprirent le 2 avril, sauf que le ton monta entre les policiers et manifestants; le caporal affirma même avoir entendu des manifestants dire « Nous avons protesté dans le passé pour la Route 160 et pour notre caserne d'incendie et pour refaire notre Route 160 et nous l'avons eu. Nous allons faire la même chose pour notre école. Sinon, l'école c'est l'âme de notre village. Nous sommes venus au monde ici et nous ne voulons pas partir. Nous allons garder notre école et tout faire ça. Nous allons la faire sauter ou brûler au lieu de la perdre. La police, nous autres à Saint-Sauveur, nous n'avons pas peur de ça. Toi, tu ne nous connais pas (les gens de Saint-Sauveur), tu ne sais pas ce que nous sommes capables de faire ici à Saint-Sauveur. Prendre nos fusils, s'il le faut, on n'a plus rien à perdre. ». Une rencontre devait avoir lieu le 3 avril pour déterminer les mesures à prendre pour assurer le transfert des professeurs et des élèves vers d'autres écoles. Cette rencontre fut annulée après que la GRC eut vent que des gens souhaitaient en bloquer l'accès. À la demande du sergent, une rencontre fut organisée le 8 avril entre le ministre de l'éducation James Lockyer et les parents, où le ministre refusa encore une fois de préserver l'école. Les manifestations se poursuivirent jusqu'au 17 avril. Ce jour-là, 75 personnes bloquèrent calmement la route 160 mais allumèrent tout de même un feu, qui brûla du matin au soir. À leur arrivée, les policiers furent encerclés sans violence et se retirèrent. D'autres retournèrent plus tard et vérifièrent seulement s'il n'y avait pas d'alcool, de drogue ou d'armes, tout en informant les gens présents de l'illégalité du feu mais furent même invités au souper qu'avait organisé certains manifestants. Après avoir vérifié les lieux, le sergent proposa trois solutions pour disperser les manifestants: garder une bonne communication, arrêter les manifestants ou mettre l'unité spéciale en état d'alerte. C'est la première option qui fut choisi. Par contre, certaines personnes avaient le visage couvert et la vice-présidente du comité de parents et le caporal en identifièrent d'autres identifièrent d'autres ne provenant pas du village. De plus, le service d'identification judiciaire de la GRC fut convoqué sur place afin de filmer les manifestations mais du quitter après que 15 personnes les aient menacés avec une pelle. Le lendemain 18 avril, la route fut débloquée à la suite de l'annonce d'une rencontre entre la communauté, le ministre et le sous-ministre. La rencontre eut lieu à l'hôtel Atlantic Host de Bathurst, où 16 personnes dont quelques policiers étaient présents.

### 4 mai à Saint-Simon

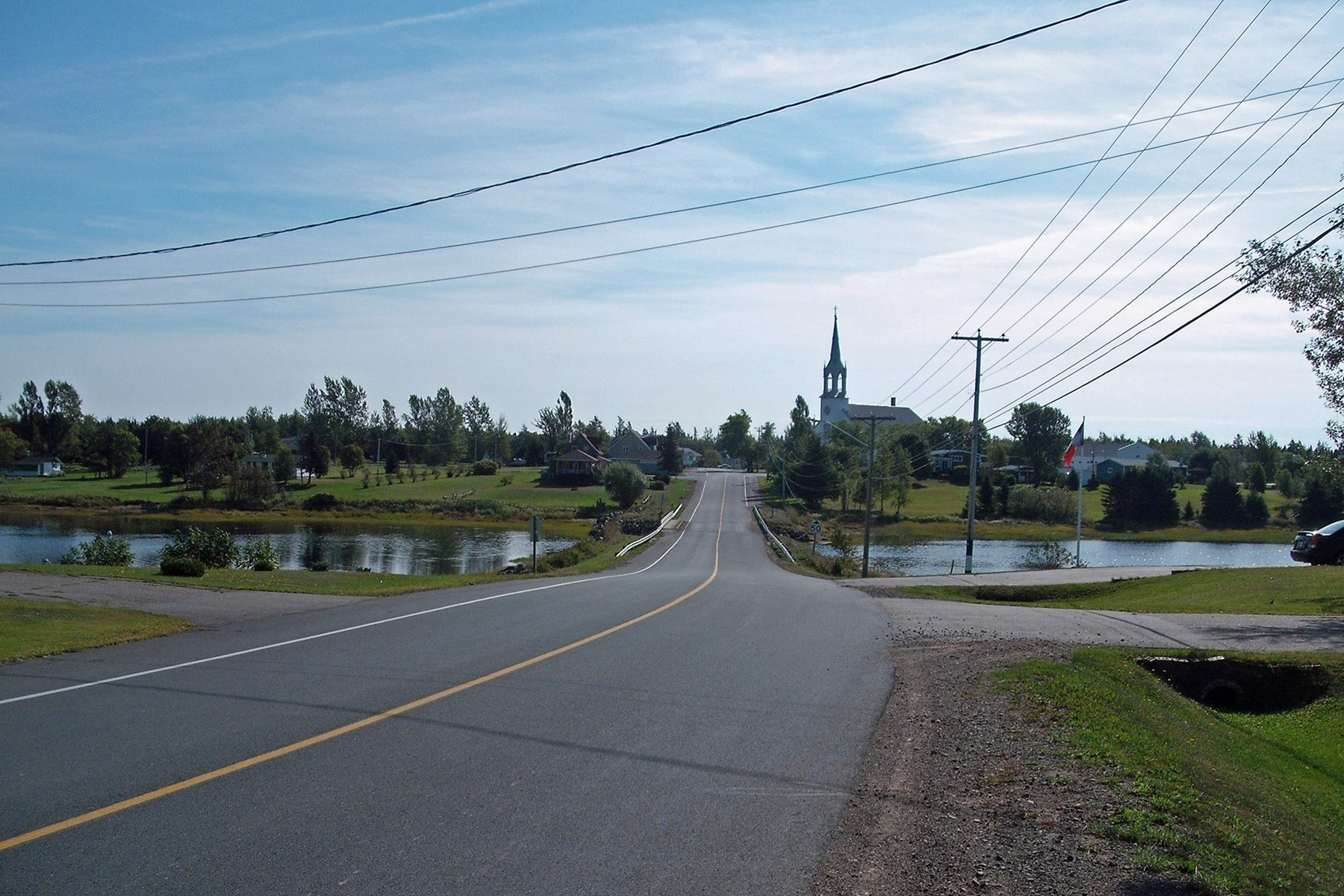
La route 355 en direction du centre de Saint-Simon.

### Émeutes
Durant la soirée, des parents de Saint-Sauveur bloquent la route 160. Deux jours plus tard, des parents de Saint-Simon bloquent la route 335 avec des barricades enflammées. Des « agitateurs » de l'extérieur se joignent à la manifestation. ceux-ci sont masqués et armés de bâtons, de roches et de fusées de détresses. La GRC intervient alors avec l'escouade anti-émeute, le groupe d'intervention tactique et l'escouade canine. La Gendarmerie royale du Canada, encore sous le choc de l'émeute de 1996 au port de Shippagan où un policier a été blessé, n'hésitent pas à réprimer les manifestations. Les policiers ne tentent pas de communiquer avec les manifestants. 13 personnes sont arrêtées à Saint-Simon, tandis que 7 personnes, qui n'avaient pas résisté aux policiers, sont mordus par des chiens. Près de cent gendarmes participent aux opérations.

## Réaction des comités de parents
La tension baisse un peu après les émeutes. Les parents de Saint-Simon ont demandé une rencontre avec le ministre de l'éducation et député de Acadie—Bathurst, Doug Young. Ce dernier leur répondit par écrit qu'il ne pouvait les rencontrer et que la décision de préserver l'école relève du gouvernement provincial. Une vingtaine de parents ont ensuite décidé d'aller manifester pacifiquement le mardi 13 mai 1997 devant les bureaux du ministre à Tracadie-Sheila. Le comité de parents de l'école, présidé par Mireille Manuel, a ensuite affirmé aux journalistes qu'ils allaient organiser des manifestations aux villages, tenter de s'allier les habitants d'autres villages ayant des écoles menacées de fermeture et finalement tenter une démarche judiciaire contre le gouvernement. Le 1er juillet, le juge en chef de la Cour du banc de la Reine, Joe Daigle, émet une injonction interlocutoire forçant le gouvernement à retarder la fermeture des écoles. Les parents prétextaient que le gouvernement n'avait pas respecté l'article 23 de la Charte canadienne des droits et libertés, qui stipule  que le pouvoir de fermer une école d'une minorité linguistique relève du droit des parents. L'avocat de la province affirme plutôt que le fait que la péninsule acadienne soit une région homogène ne donne pas ce droit aux parents. Selon le doyen de l’École de droit de l’Université de Moncton et constitutionnaliste, Me Michel Doucet, cette décision du juge prouve qu'il y a un problème avec la loi scolaire.
Le 21 mai 1997, le comité de parents de Saint-Simon demande les services d'un avocat de Moncton pour empêcher la fermeture de l'école du village.
Le 28 mai 1997, des boîtes sont déposées à l'école Lorette-Doiron pour bientôt en déménager le matériel. Plus de vingt parents de Saint-Simon, appuyés de ceux de Sainte-Rose, emportent alors les boîtes devant la commission scolaire à Tracadie-Sheila pour manifester et demander d'où viens cette décision. Une autre manifestation a lieu à cet endroit le 16 septembre 1997.

## Réaction politiques

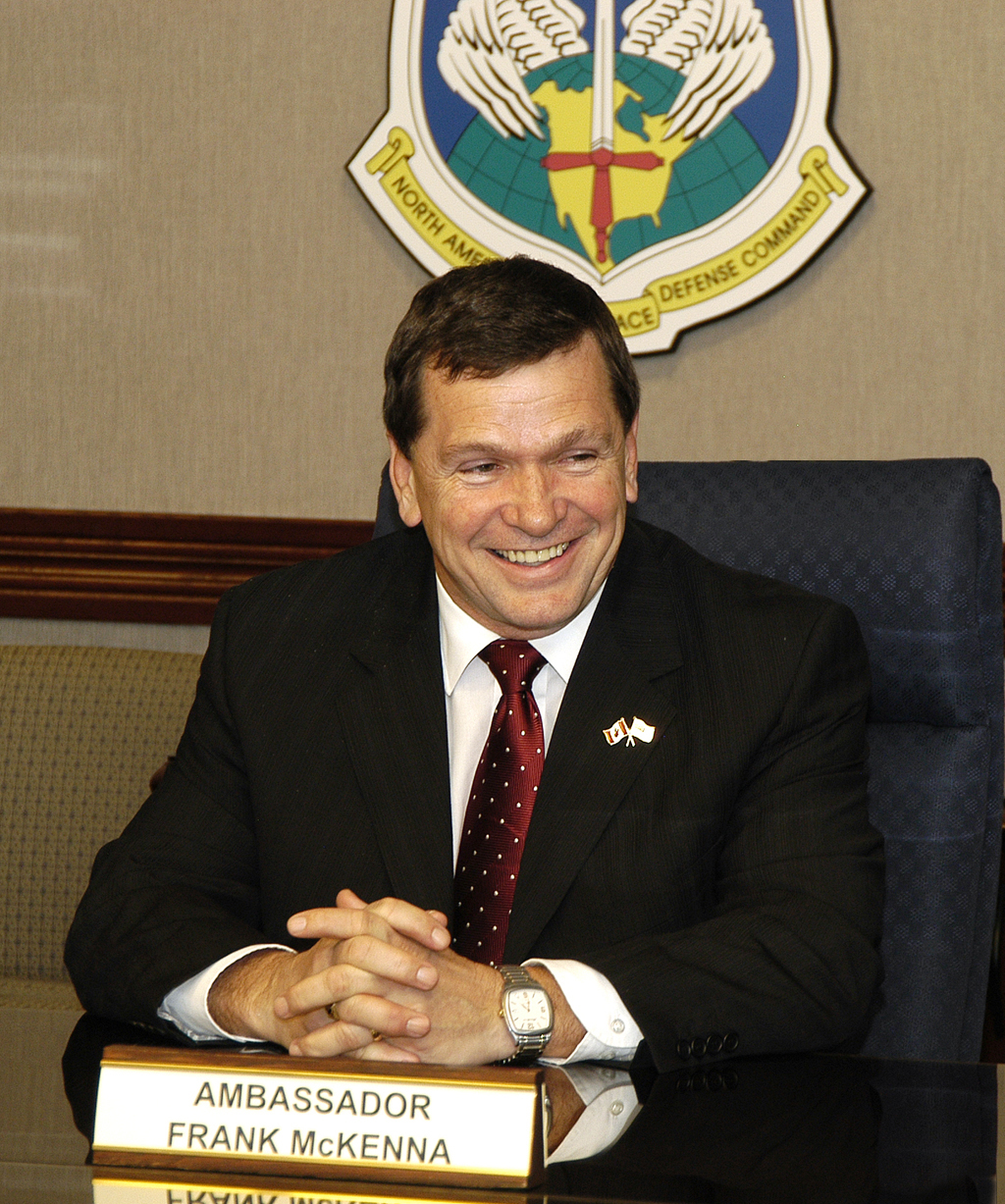
Frank McKenna.

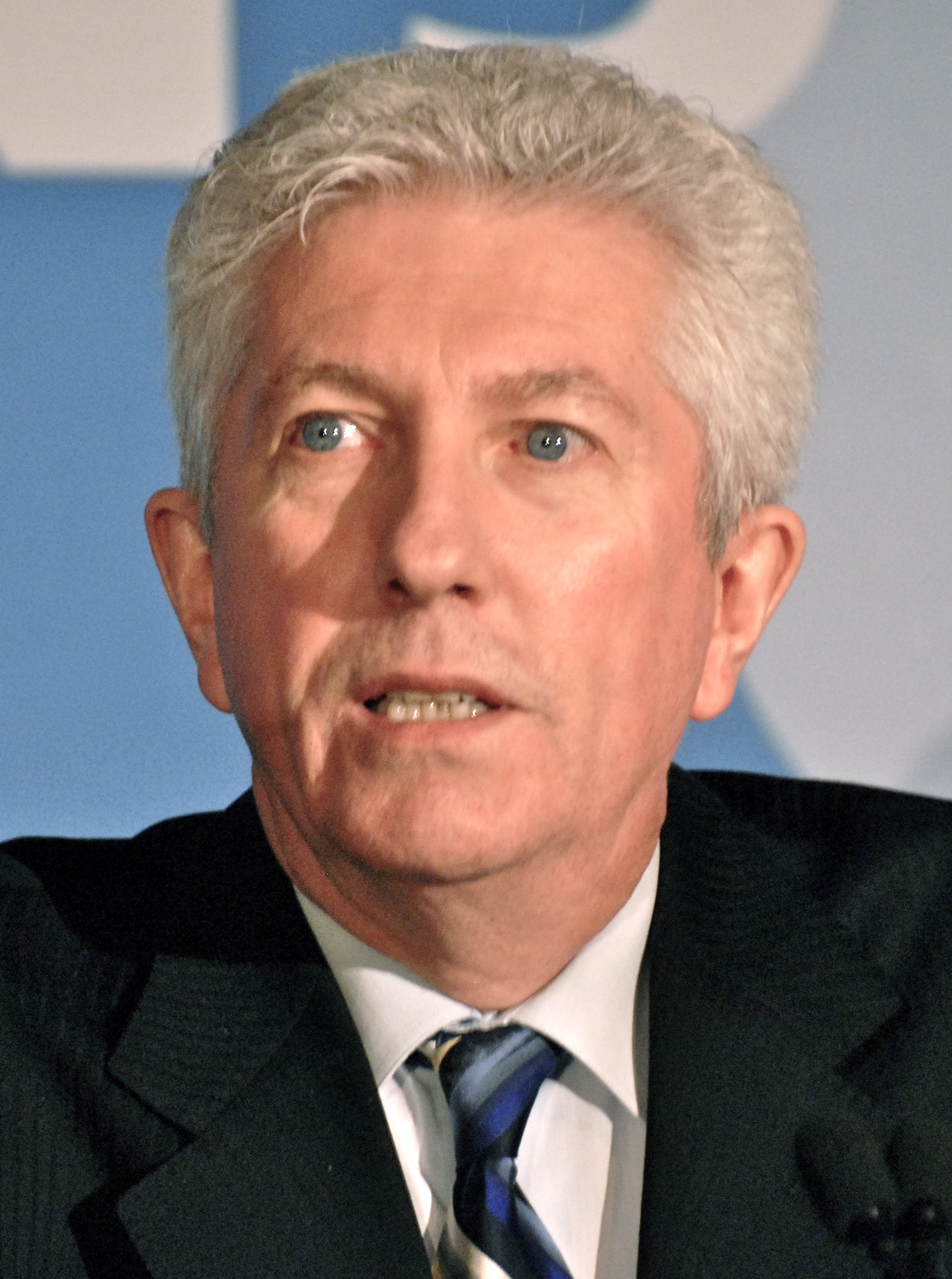
Gilles Duceppe.

Le premier ministre du Nouveau-Brunswick, Frank McKenna, déclare qu'«il y a une histoire de rébellion ou de violence dans la Péninsule acadienne lorsque les choses ne vont pas selon leurs désirs. C'est dommage mais notre gouvernement n'a jamais été préparé à succomber à ça». 
Le 4 juin 2007, le chef du Bloc québécois, Gilles Duceppe, accorde dans une lettre son soutien aux parents de Saint-Sauveur, Saint-Simon et Sainte-Rose : «Cette bataille témoigne une fois de plus du courage que le peuple acadien a toujours démontré quand il s'agit d'affirmer et de défendre ses droits». Il demande aussi un moratoire contre la fermeture d'écoles dans la péninsule acadienne et dénonce les paroles de Frank McKenna en ces termes : «Le peuple acadien a toujours fait preuve, dans son histoire, de ténacité et de fermeté, mais il l'a toujours fait de façon digne et pacifique [...] Tout comme la communauté anglophone au Québec, la communauté acadienne du Nouveau-Brunswick a le droit au respect de ses institutions». Joint dans une conférence au Rhode Island, le premier ministre a répondu : «J'évite soigneusement d'intervenir dans les affaires internes du Québec. Je préfère ignorer son intervention sans formuler d'autres commentaires». Frank McKenna s'était pourtant ingéré à plusieurs reprises dans les politiques du Québec, en particulier durant le Référendum de 1995.
James Lockyer démissionne le 23 juillet 1997. Il affirmera lors d'une entrevue en 2007 qu'il ne voulait pas fermer les écoles mais qu'il était contraint d'agir selon la volonté du gouvernement, qu'il n'était pas responsable des agissements de la population mais qu'il avait été choqué de voir les images aux nouvelles et qu'il souhaitait qu'il n'y ait pas de blessés. Frank McKenna remplace le ministre démissionnaire par Bernard Richard. Dès son premier jour en fonction, le 24 juillet 1997, il annonce lors d'une visite à Caraquet avec le premier ministre que les communautés auront maintenant un droit de parole dans l'avenir de leurs écoles et que la plupart des écoles menacées de fermeture, dont les trois en question dans la crise, resteront ouvertes.
Le 28 octobre 1997, les députés fédéraux Yvon Godin et Peter Mancini entament des démarches auprès du Solliciteur général du Canada, Andy Scott, afin de réclamer qu'il ouvre une enquête publique au sujet des émeutes
. Ils demandent également au Premier ministre du Canada Jean Chrétien de revenir sur sa décision de confier l'affaire à Jane Barry.
Le 16 novembre 1997, Jane Barry accepte la demande du Front commun pour la justice sociale, de participer à une rencontre pour plaider la nécessité d’une enquête publique.
Le 14 février 1998, le conseil municipal de Caraquet dénonce les propos de Jane Barry. Le conseil de Lamèque fait de même trois jours plus tard, tandis que le maire Réginald Paulin affirme qu'elle « n’a plus de raison de maintenir son poste [...] si elle n’a pas plus de considération pour les Acadiens, qui représente le tiers des votes. »
.

## Réaction de la GRC
Le sergent Potvin demande à plusieurs reprises jusqu'au 13 février 1998 aux policiers présents lors des opérations de lui faire parvenir un rapport mais 75 % ne répondent pas à l'appel.

### Enquête interne de la GRC
Un résident de Haut-Lamèque qui aurait été battu par les policiers à Saint-Simon dépose un avis de motion préliminaire le 24 novembre 1997, une procédure qui lui permettra de déposer une poursuite civile contre la GRC.
Le 5 décembre 1997, une conférence de presse est tenue conjointement par le comité de parents et la GRC dans le sous-sol de l'église de Saint-Simon. Mireille Manuel commence par annoncer l'engagement des comités à continuer de manifester pacifiquement et légalement pour sauver leur école et affirme qu' «il n'y a pas eu d'émeute à Saint-Simon. C'est une communauté qui a été prise d'assaut par la brigade et le gouvernement». Le sergent du détachement de la GRC à Caraquet confirme que des agitateurs « de basse classe », ayant une certaine expertise dans le domaine de troubler la paix, étaient présents à la manifestation du 4 mai et que ces derniers ont été identifiés. Se faisant questionner par un journaliste si sa définition d'« agitateur » justifiait les actions de son service, il refusa de commenter. Un informateur de L'Acadie nouvelle affirma ensuite que c'était plutôt des habitants de Saint-Simon cagoulés pour éviter de se faire identifier et qu'il n'y avait pas eu d'armes.
La GRC ouvre une enquête interne le 7 décembre 1997. L'organisme n'a pas commenté la nouvelle et n'a pas voulu dire si cette enquête faisait suite à des rumeurs voulant que la personne battue veuille poursuivre la GRC, seulement publié la journée même, mais a affirmé que les conclusions allaient être rendues publiques.
Le 28 janvier 1998, deux des accusés de Saint-Simon plaident coupable aux accusations d'entrave à la justice. La juge Jocelyne Moreau-Bérubé leur accorde une libération conditionnelle, signifiant qu'ils n'auront pas de casier judiciaire
.
Lors d'une rencontre convoquée par le comité de parents de Saint-Simon, le 18 février 1998, le député provincial de Caraquet, Bernard Thériault, s'engage à demander à Jane Barry de présenter des excuses et à demander une enquête publique à la Commission des plaintes du public contre la GRC.

### Enquête de la Commission des plaintes du public envers la GRC
La commission reçoit 170 plaintes, dont 14 sont rejetées. Plus de 3000 personnes sont interrogées.
Le 28 janvier 1999, le député fédéral Yvon Godin soupçonne la commission d'attendre la fin des élections provinciales pour déposer son rapport. La greffière de la commission, Célyne Riopel, répond que l'organisme est apolitique et que le retard est dû à la complexité de l'enquête
Lors de la remise en août 1999 du rapport annuel de la Commission des plaintes du public envers la GRC, Shirley Heafey annonce que le rapport sur les émeutes de Saint-Sauveur et Saint-Simon devrait être déposé à l'automne. Elle affirme que ces événements sont aussi importants que ceux survenues lors du sommet de la Coopération économique Asie-Pacifique à Vancouver à l'automne 1997 et qu'elle a l'intentions d’utiliser les événements en question pour mettre en place ses propres lignes directrices concernant l’usage de la violence par les policiers.
Le 21 août 2001, lors de la remise de son rapport annuel, Shirley Heafey retarde une fois de plus la remisse du rapport mais mentionne à nouveau l'importance des événements et de l'enquête qui a suivi. Le lendemain, Yvon Godin demande l’intervention du solliciteur général du Canada, Lawrence MacAulay, pour qu'il accélère la remise du rapport
. 
Shirley Heafey rend public son rapport préliminaire de 257 pages le 15 janvier 2001. Elle avoue que la situation à Saint-Simon justifiait l'intervention de l'escouade anti-émeute mais considère que « la décision de permettre à l’escouade canine de participer aux arrestations constitue un recours abusif à la force » et qu'elle fut une « arme offensive plutôt que défensive ». Shirley Heafey critique ensuite le « refus [d’obtempérer] systématique » des policiers qui n'ont pas répondu à l'ordre du sergent Potvin leur demandant de remettre un rapport sur les événements. Elle ajoute que les policiers n'ont pas suivi les règles du Manuel des opérations tactiques de la GRC, omettant de tenter d'établir un contact avec les manifestants, de ne pas avoir utilisé de porte-voix et d'avoir eu recours à la force, qui doit être utilisée en dernier recours. Elle fait également 31 recommandations au commissaire de la GRC, dont

### Excuses de la GRC
Le 9 avril 2001, des citoyens de Saint-Sauveur rencontrent des gendarmes pour s'expliquer sur les événements.
Les citoyens de Saint-Simon font de même le 23 mai 2001. Le sergent Michel Potvin, l'un des responsables des opérations à l'époque, avoue que l'opération n'était pas appropriée, que les policiers étaient nerveux et épuisés, que les maîtres-chiens n'auraient pas dû lancer l'attaque et que ceux-ci ont été remplacés par du personnel mieux formé. Hédard Albert, le président du DSL, ajoute à ce moment : «Je crois que vous nous avez fait payer pour les autres. Nous avons payé pour Shippagan et nous avons payé pour Tracadie-Sheila.».
En 2001, la GRC est sévèrement blâmée pour son action. L'organisation fait des excuses publiques, mais son image sera ternie pour des années.

## Motion d'excuses

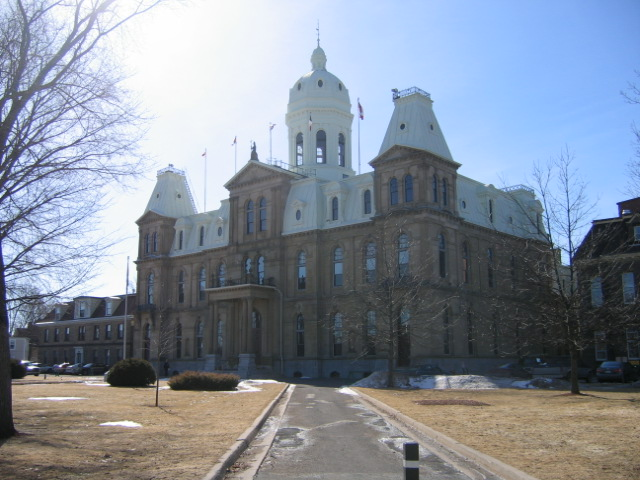
Édifice de l'Assemblée législative du Nouveau-Brunswick, à Frédéricton.

Le 1er mai 2007, le député conservateur de Lamèque-Shippagan-Miscou, Paul Robichaud, exige des excuses de la part du gouvernement libéral, affirmant que 
Le 3 mai, Paul Robichaud, appuyé de Jeannot Volpé, dépose le projet de  motion 53 à l'Assemblée législative du Nouveau-Brunswick. Celle-ci demande des excuses du gouvernement envers les habitants de la péninsule acadienne. Shawn Graham affirme être enclin à présenter des excuses et déclare que de « malheureuses erreurs » avaient été commises,. L'amendement demande que :
« l'Assemblée législative présente des excuses officielles aux citoyens de la péninsule acadienne pour les décisions prises et les actions commises en 1997, dans le cadre des manifestations de Saint-Simon et Saint-Sauveur, ainsi que pour les propos injustes tenus par Frank McKenna et Jane Barry à l'endroit de cette population. »
Le 10 mai 2007, après la lecture de la proposition, le ministre de l'Éducation, Kelly Lamrock, propose un amendement enlevant toute référence à la présentation d'excuses par le gouvernement et efface les noms de Frank McKenna et Jane Barry. Cet amendement demande que l'Assemblée législative :
« reconnaisse les répercussions des événements de 1997 sur les collectivités de Saint-Simon et de Saint-Sauveur et demande au gouvernement de tirer les enseignements de ces événements et de continuer à s'employer à améliorer la protection et la promotion des écoles des collectivités rurales du Nouveau-Brunswick. »
Paul Robichaud déclara alors, avant de quitter le parlement en colère : « Des excuses, ça ne coûte rien. De ne pas vouloir le faire, c'est d'admettre que M. McKenna et Mme Barry avaient raison. ». Kelly Lamrock affirma ensuite : « Si on donne des excuses pour des décisions gouvernementales qui étaient erronées, on perd l'habileté de parler des causes où des groupes sont victimes de racisme systémique. J'étais étudiant lors des événements de Saint-Sauveur. C'était absolument dommage. C'était de mauvaises décisions. Était-ce un holocauste? Non. Serait-ce une insulte aux gens qui ont survécu à l'holocauste que l'on présente des excuses officielles pour une erreur gouvernementale ? Je crois que oui. ». Robichaud s'est dit déçu du « volte-face » de Shawn Graham, tandis que Lamrock a questionné le parti conservateur sur sa propre inaction à ce sujet pendant 7 ans.